# Amadou Koné
Amadou Koné (Bamako, 14 mei 2005) is een Ivoriaans-Malinees voetballer die doorgaans speelt als middenvelder. In juli 2025 verruilde hij Stade de Reims voor Neom.

## Clubcarrière
Koné speelde in de jeugd van Afrique Football Élite. Deze club verliet hij in de zomer van 2023, toen Stade de Reims hem naar Frakrijk haalde. In eerste instantie kwam de middenvelder in het belofteteam te spelen. Zijn debuut in het eerste elftal maakte hij op 22 oktober 2023, toen in de Ligue 1 gespeeld werd op bezoek bij Toulouse. Door een treffer van Amir Richardson en een tegendoelpunt van Thijs Dallinga eindigde het duel in 1–1. Koné moest van coach Will Still op de reservebank beginnen en hij mocht in de zevenentachtigste minuut invallen voor doelpuntenmaker Richardson.
Aan het einde van het seizoen 2024/25 degradeerde Koné met Stade de Reims naar de Ligue 2. Hijzelf daalde niet mee af, want voor circa dertienenhalf miljoen euro verkaste hij naar Neom.

## Clubstatistieken
| Seizoen | Club           | Competitie       | Competitie | Competitie | Beker | Beker | Internationaal | Internationaal | Nacompetitie | Nacompetitie | Totaal | Totaal |
| Seizoen | Club           | Competitie       | Wed.       | Dlp.       | Wed.  | Dlp.  | Wed.           | Dlp.           | Wed.         | Dlp.         | Wed.   | Dlp.   |
| ------- | -------------- | ---------------- | ---------- | ---------- | ----- | ----- | -------------- | -------------- | ------------ | ------------ | ------ | ------ |
| 2023/24 | Stade de Reims | Ligue 1          | 16         | 0          | 2     | 0     | —              | —              | —            | —            | 18     | 0      |
| 2024/25 | Stade de Reims | Ligue 1          | 24         | 0          | 4     | 0     | —              | —              | 2            | 0            | 30     | 0      |
| 2025/26 | Neom           | Saudi Pro League | 0          | 0          | 0     | 0     | —              | —              | —            | —            | 0      | 0      |
| Totaal  | Totaal         | Totaal           | 40         | 0          | 6     | 0     | 0              | 0              | 2            | 0            | 48     | 0      |

Bijgewerkt op 2 juli 2025.